# Вю (музикална група)
Вю (на английски: The View) е четиричленна инди-рок/пънк-рок група от Дънди, Шотландия.

## История
Вю (на английски: The View) води началото си от „Bayview Bar“ в Дънди, където групата за първи път започва да репетира. От началото на 2005 г. групата започва победоносен ход, прави първи демо версии на песни и заинтригува звукозапсните фирми. През пролетта на 2006 г. музикантите подписват договор при „1965 Records“. Малко по-късно, заедно с продуцента Оуен Морис, работил преди в Оуейсис и The Verve, те издават първите си песни. През втората половина на 2006 г. се появяват синглите „Wasted Little DJ's“ и „Superstar Tradesman“, които достигат до британския „топ 20“. През януари 2007 г. сингълът им „Same Jeans“ достига дори до 3-та позиция. В края на януари се появява дебютният им албум „Hats Off To The Buskers“, който от нищото достига до 1-во място на британските музикални класации. През март албумът се появява и на пазара извън Великобритания.
Вторият им студиен албум „Which Bitch?“ е пуснат за продажба през февруари 2009 година.

## Дискография

### Сингли / EP
- The View EP (март 2006)
- Wasted Little DJ's (7 август 2006)
- Superstar Tradesman (23 ноември 2006)
- Same Jeans (15 януари 2007)
- Shock Horror (2 фувруари 2009, UK #64)

### Албуми
- Hats off to the Buskers (22 януари 2007, UK #1)
- Which Bitch? (2 февруари 2009, UK #4)

## Външнш препратки
- The View – официален уебсайт Архив на оригинала от 2011-07-25 в Wayback Machine.
- The View в MySpace
- Немска страниза на The View
- Биография на групата в laut.de
- Видео в zoolamar.com Архив на оригинала от 2009-09-18 в Wayback Machine.